# Quận Morris, Kansas
Quận Morris là một quận thuộc tiểu bang Kansas, Hoa Kỳ. Theo điều tra dân số năm 2000 của Cục điều tra dân số Hoa Kỳ, quận có dân số 6104 người.

## Thông tin nhân khẩu
Theo điều tra dân số năm 2000, quận đã có dân số 6.104 người, 2.539 hộ, và 1.777 gia đình sống trong quận. Mật độ dân số là 9 người trên một dặm vuông (3/km ²). Có 3.160 đơn vị nhà ở với mật độ trung bình là 4 cho mỗi dặm vuông (2/km ²). Cơ cấu chủng tộc của dân cư quận gồm có 97,49% người da trắng, 0,34% da đen hay Mỹ gốc Phi, 0,33% người Mỹ bản xứ, 0,23% người châu Á, 0,02% người đảo Thái Bình Dương, 0,70% từ các chủng tộc khác, và 0,88% từ hai hoặc nhiều chủng tộc. 2,23% dân số là người Hispanic hay Latino thuộc chủng tộc nào.

Quận được 2.539 hộ, trong đó 30,20% có trẻ em dưới 18 tuổi sống chung với họ, 60,70% là các cặp vợ chồng sống với nhau, 6,60% có chủ hộ là nữ không có mặt chồng, và 30,00% là không lập gia đình. 28,00% của tất cả các hộ gia đình đã được tạo thành từ các cá nhân và 14,90% có người sống một mình 65 tuổi trở lên đã được người. Bình quân mỗi hộ là 2,37 và cỡ gia đình trung bình là 2,90.
Độ tuổi dân cư quận gồm 25,20% ở độ tuổi dưới 18, 5,60% 18-24, 23,90% 25-44, 24,30% 45-64, và 21,00% 65 tuổi trở lên. Tuổi trung bình là 42 năm. Cứ mỗi 100 nữ có 97,00 nam giới. Cứ mỗi 100 nữ 18 tuổi trở lên, đã có 93,30 nam giới.
Thu nhập trung bình cho một hộ gia đình trong quận đã được $ 32.163, và thu nhập trung bình cho một gia đình là $ 39,717. Nam giới có thu nhập trung bình $ 28.912 so với 21.239 $ cho phái nữ. Thu nhập trên đầu cho các quận được $ 18,491. Giới 6,70% gia đình và 9,00% dân số sống dưới mức nghèo khổ, trong đó có 10,40% những người dưới 18 tuổi và 13,30% có độ tuổi từ 65 trở lên.